# José Miguel Sustaeta
José Miguel Sustaeta Elústiza fue un destacado liturgista en los tiempos de la renovación litúrgica emprendida por el Concilio Vaticano II y uno de los primeros ‘curas de la tele’. A estas facetas se une su implicación, siguiendo los pasos de la declaración ‘Nostra Aetate’, con la amistad entre judíos y cristianos, siendo uno de los socios fundadores de Amistad Judeo-Cristiana.

## Biografía
Aunque de orígenes vascos, nació en La Habana (Cuba), el 3 de septiembre de 1919. Estudió en el Seminario Metropolitano de Valencia y, terminada la guerra civil española, fue ordenado sacerdote en Valencia, en 1943. Ejerció su ministerio pastoral en Castell de Castells (provincia de Alicante) de 1943-1944 y Agullent (provincia de Valencia) desde 1944 hasta 1946, en que fue nombrado superior del seminario.
El rector de dicho seminario, Antonio Rodilla, lo escogió para encomendarle la formación de los seminaristas teólogos, hasta que en 1952 le propuso ampliar estudios de Liturgia en el extranjero y asistió a las clases de los más renombrados profesores de esta materia en aquel momento: Dom Chapelle, en la Universidad Católica de Lovaina; Balthasar Fischer, en la Facultad de Teología de la Universidad de Tréveris y Joseph Pascher, en la Universidad de Múnich. A través de ellos pudo entrar en contactos con otros afamados liturgistas (Martimort, Jungmann, Gy, Roguet, etc.) y participar en los encuentros internacionales de Estrasburgo en 1952 y Lugano en 1953, que ampliaron su visión de la problemática litúrgica de la Iglesia diez años antes del Concilio.
Tras dos años de especialización, y nombrado profesor de liturgia del seminario, consiguió que desde el curso 1954-55 en adelante esta disciplina entrara en el rango de asignatura principal en los planes de estudio, con clase semanal en los cuatro cursos de Teología. De este modo, y como caso singular entre los seminarios de España, el de Valencia se anticipó en una década a lo que dispondría el Vaticano II en su primer documento magisterial, la Constitución sobre Liturgia.
Sustaeta era consciente de la necesidad de la reforma litúrgica emprendida durante el Santo Concilio Ecuménico Vaticano II (1962-1965), pero lamentaba que la pastoral litúrgica —esto es, la acción de la Iglesia que busca que el Pueblo de Dios partícipe activa y conscientemente en la celebración del culto— hubiera sufrido un paulatino oscurecimiento a los pocos años de concluir el Concilio. En palabras suyas: 

«promulgado el nuevo Misal Romano cabía esperar un incremento de esta línea pastoral al contar el pueblo cristiano con tan valioso elemento para la celebración eucarística. Sin embargo el resultado no ha correspondido a las expectativas y salvo el trabajo material de las traducciones oficiales, la reaparición de los misales de fieles y el necesario habituamiento de los nuevos textos y ritos, no se ha emprendido la debida acción pastoral para familiarizar con su contenido la vivencia espiritual de las comunidades cristianas» 

Para Sustaeta, 

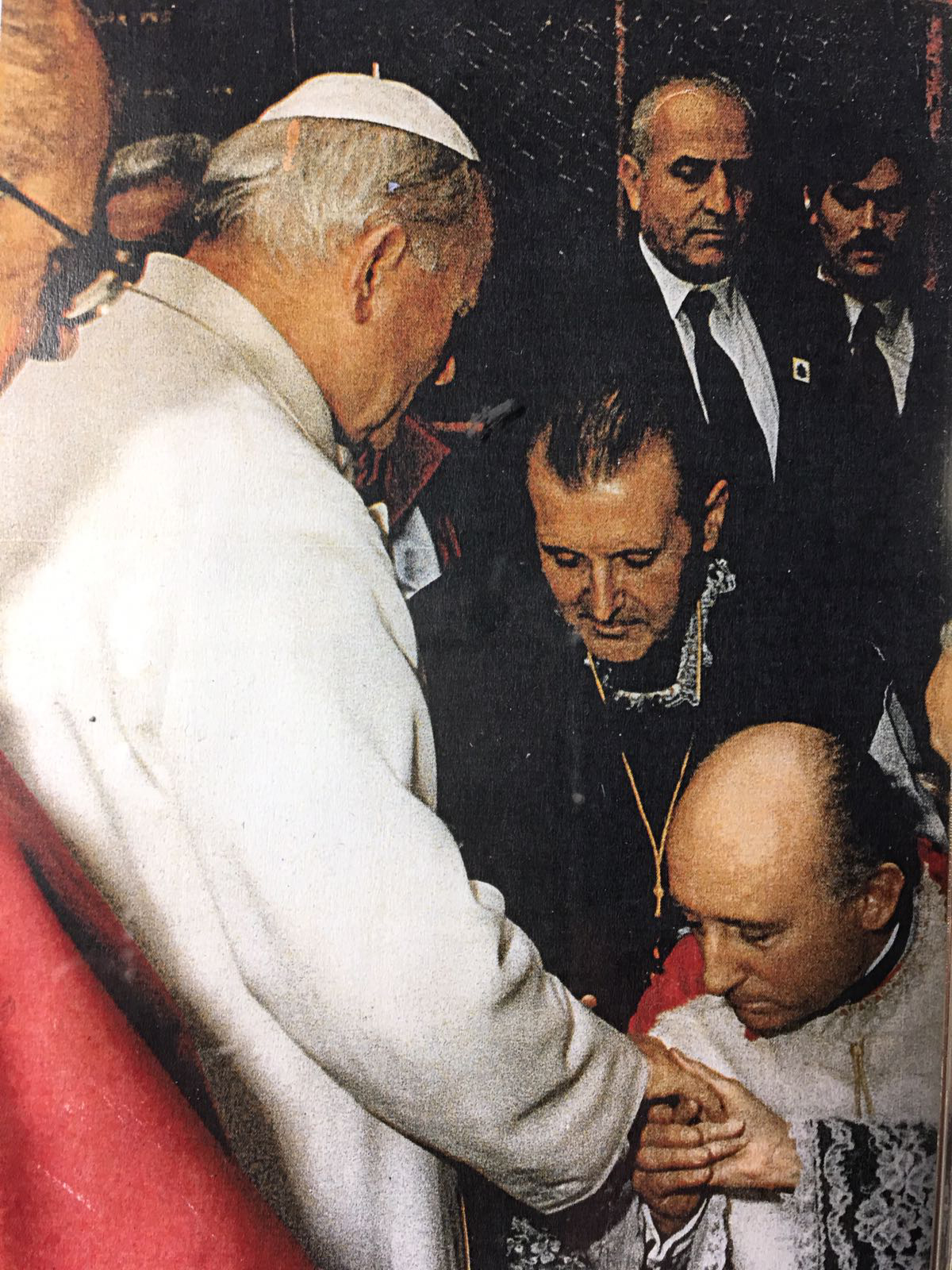
El padre Sustaeta besando la mano de San Juan Pablo II, con ocasión de la visita del Papa a Valencia en 1982

«ninguno de los dos Misales romanos, tanto el antiguo como el nuevo (en referencia a los Misales derivados de los Concilios de Trento y Vaticano II), debe su existencia a la reasunción integral de algún prototipo anterior, un inexistente ‘ur-exemplar’ que proviniera de la época apostólica; sino más bien a la labor de la expurga y selección de códices antiguos, junto con el asesoramiento de los expertos en la materia. Uno y otro misal son el producto de una labor crítica y de erudición, más o menos logrados conforme a los medios y estado de la ciencia litúrgica en el tiempo de su aparición. En ambos el principio invocado era el de la ‘repristinización’, la vuelta ad pristinam sanctorum Patrum norman, es decir, a la tradición litúrgica más genuina, según lo que en una y otra época se podía alcanzar».

En este sentido, afirmaba Sustaeta que al igual que el Concilio de Trento surgió... 

«en el fragor de la lucha contra el protestantismo y en un ambiente de confusión e ignorancia por parte del pueblo cristiano respecto al verdadero significado y culto de la Misa (…) la reforma litúrgica del Vaticano II, por el contrario, no se ha debido ni a errores, ni a abusos, ni a herejías precedentes, sino a potísimas razones de índole pastoral: la mejor comprensión y participación de los fieles en la Eucaristía, por unos ritos más simples y expresivos, expurgados de adherencias expúreas y enriquecidos con elementos otrora caídos en desuso» 

En palabras del cardenal Vicente Enrique y Tarancón, presidente de la Conferencia Episcopal Española, «el profesor Sustaeta ha pretendido estudiar en profundidad la temática eucarística subyacente en el nuevo misal, para tratar de descubrir el rico filón teológico contenido en los diversos estratos litúrgicos, que nos revelan una concepción de la Eucaristía muy distinta a la de los manuales de teología en uso hasta hace poco, y más asequible a la piedad y a la pastoral de la actualidad».
Fue capellán del Colegio Mayor Luis Vives (Valencia), en 1955, y posteriormente del Colegio Mayor Santa María de Europa (Madrid). Primero en la comunidad de filósofos y luego en la de teólogos, Sustaeta fue quien introdujo un nuevo espíritu a través de la Liturgia. Formado en la escuela eucarística de Bernardo Asensi, sacerdote a quien la familia del padre Sustaeta tuvo escondido en casa durante la guerra civil española, recogió la herencia de los «Amigos de la Liturgia» a través de las clases de Guillermo Hijarrubia, que despertaron su vocación. Luego se puso en contacto con centros especializados de España y el extranjero y en Valencia, con la parroquia de San Juan de la Ribera, donde estaba Alfonso Roig.
Dio un gran impulso al espíritu litúrgico de la comunidad del seminario y al canto gregoriano. Conocedor de la liturgia en toda su profundidad, en cuanto rúbrica y en cuanto contenido bíblico teológico, fue modelando a los seminaristas en el gusto y en el deseo de hacer dignamente su papel de liturgo en la asamblea, en la promoción del apostolado litúrgico, por tanto, en la participación de los fieles en la misa. Trabajó en la liturgia unida a la música».
Debido a su esfuerzo, se creó en la diócesis en 1955 la Comisión Diocesana de Sagrada Liturgia, de la que fue nombrado secretario. Luego promovió la liturgia a nivel nacional hasta que se constituyó en 1962 la Junta Nacional de Apostolado Litúrgico, de la que formó parte como director del secretariado técnico desde 1964. Fue director de los programas religiosos de Televisión Española, profesor del seminario de Madrid y más tarde, delegado de Medios de Comunicación Social. En la archidiócesis de Valencia, en 1977, fue profesor de la Facultad de Teología y asesor religioso de R.T.V.E. (Aita-na).
En 1980 fue nombrado canónigo de la Catedral de Santa María de Valencia, encargado de sagrada liturgia y finalmente, en 1985, pasó a la situación de emérito.

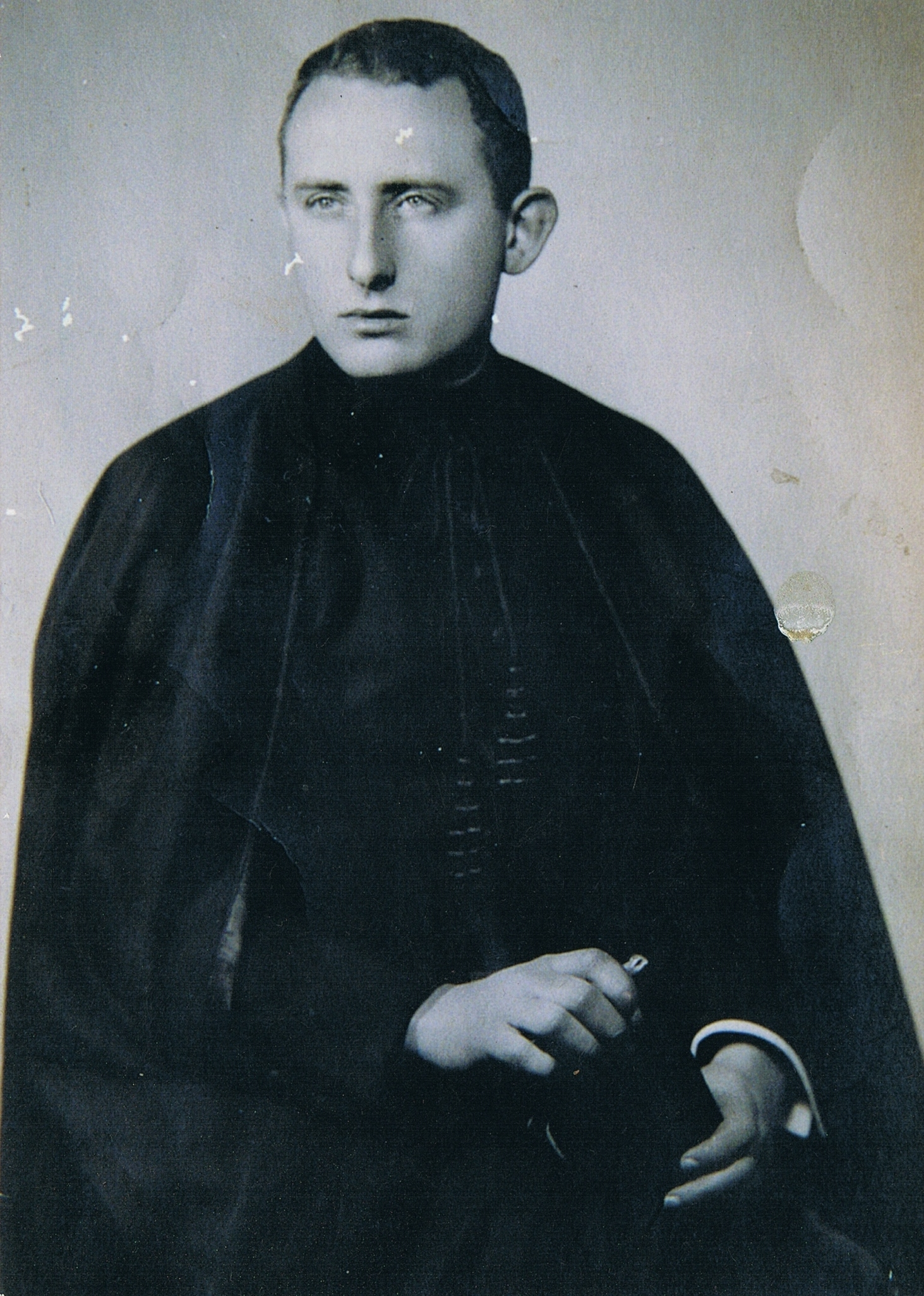
El padre Sustaeta con el hábito de seminarista

En la década de los 90 años fundó, junto al Dr. Francisco Fontana Tormo, la asociación Amistad Judeo-Cristiana.. En palabras de don Francisco Fontana, presidente de la asociación, discípulo y amigo personal del padre Sustaeta, éste tuvo su primer contacto con el Judaísmo en una travesía en barco a Argentina, donde tuvo ocasión de conocer a una familia judía y compartir con ella algunas de sus celebraciones religiosas. A partir de entonces Sustaeta se interesará por el mundo judío, peregrinará repetidas veces a los Santos Lugares y colaborará desde el principio con la primera Amistad Judeo-Cristiana, fundada en 1961 por las hermanas de la Congregación de Nuestra Señora de Sion, entidad que luego será sucedida por el Centro de Estudios Judeo-Cristianos, a la que también pertenecerá y colaborará Sustaeta. De esta época data la buena amistad de Sustaeta con Sor Ionel Mihalovici religiosa de la Congregación de Nuestra Señora de Sion y directora del Centro de Estudios Judeo-Cristianos de Madrid, con el Rabino Baruj Garzón y con don Samuel Toledano.
Murió en Valencia, tras una larga enfermedad, el domingo 10 de mayo de 1998.

## Obras
El padre Sustaeta escribió varios libros y manuales, todos ellos sobre Liturgia. De su bibliografía destacan «Misal y Eucaristía», editado por la Facultad de Teología San Vicente Ferrer (1979) y prologado por el cardenal Tarancón: «Participación en la Misa», editado por la Comisión Diocesana de Sagrada Liturgia (1957); «Misal Breve», editado por la Editorial Verbo Divino (1965); “La concelebración eucarística”, editado por Anales Valentinos 73 (1992): “El nuevo Ritual del matrimonio”, editado por Phase (1970); “Presencia de los santos en el calendario y su celebración en el Misal”, editado también por Phase (1986) y «La concelebración eucarística», de la editorial Anales Valentinos 73 (1992)